# Abalak (Rusko)
Abalak (rusky Абалак) je vesnice v Tobolském rajóně Ťumeňské oblasti v Rusku. Leží na pravém břehu Irtyše na Západosibiřské rovině ve výšce 98 metrů nad mořem. Je vzdálena 34 kilometrů na jihovýchod od Tobolska, 209 kilometrů na severovýchod od Ťumeně a 1883 kilometrů na východ od Moskvy.
Abalak je významný svým mužským klášterem, který byl založen v roce 1783.

## Dějiny
Mezi Abalakem a Tobolskem se nacházel Isker (neboli Sibir), hlavní město Sibiřského chanátu. Sibiřský chán Kučum ustoupil ze Sibiru do Abalaku v roce 1582, když jej v rámci dobývání Sibiře v boji o hlavní město porazil kozácký ataman Jermak Timofějevič. Oblast pak byla ještě několik let svědkem bojů mezi Tatary a kozáky.